# Bezirk Andelfingen
Bezirk Andelfingen är ett av de tolv distrikten i kantonen Zürich i Schweiz. Det ligger i den nordöstra delen av landet, 120 km nordost om huvudstaden Bern.

## Indelning
Bezirk Andelfingen är indelat i 22 kommuner:
| Vapen                   | Namn                 | Befolkning 31 december 2017 | Area i km² | Befolkning per km² |
| ----------------------- | -------------------- | --------------------------- | ---------- | ------------------ |
| Adlikon bei Andelfingen | Adlikon              | 665                         | 6,58       | 101                |
| Andelfingen             | Andelfingen          | 2208                        | 6,73       | 328                |
| Benken                  | Benken               | 858                         | 5,66       | 152                |
| Berg am Irchel          | Berg am Irchel       | 564                         | 7,01       | 80                 |
| Buch am Irchel          | Buch am Irchel       | 971                         | 10,21      | 95                 |
| Dachsen                 | Dachsen              | 1936                        | 2,70       | 717                |
| Dorf                    | Dorf                 | 687                         | 5,56       | 124                |
| Feuerthalen             | Feuerthalen          | 3641                        | 2,48       | 1468               |
| Flaach                  | Flaach               | 1390                        | 10,17      | 137                |
| Flurlingen              | Flurlingen           | 1440                        | 2,41       | 598                |
| Henggart                | Henggart             | 2268                        | 3,03       | 749                |
| Humlikon                | Humlikon             | 486                         | 3,68       | 132                |
| Kleinandelfingen        | Kleinandelfingen     | 2076                        | 10,29      | 202                |
| Laufen-Uhwiesen         | Laufen-Uhwiesen      | 1668                        | 6,28       | 266                |
| Marthalen               | Marthalen            | 1957                        | 14,13      | 138                |
| Ossingen                | Ossingen             | 1567                        | 13,09      | 120                |
| Rheinau                 | Rheinau              | 1299                        | 8,94       | 145                |
| Stammheim               | Stammheim            | 2746                        | 23,93      | 115                |
| Thalheim an der Thur    | Thalheim an der Thur | 929                         | 6,44       | 144                |
| Trüllikon               | Trüllikon            | 1059                        | 9,56       | 111                |
| Truttikon               | Truttikon            | 478                         | 4,41       | 108                |
| Volken                  | Volken               | 342                         | 3,20       | 107                |
| Total (22)              | Total (22)           | 31 235                      | 166,51     | 188                |